# 冰品

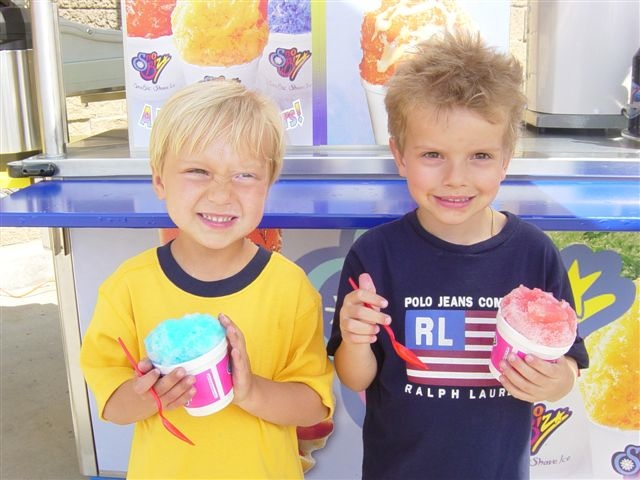
手拿冰品的小朋友

冰品（英語：Frozen dessert）是指冰製的各種甜點。如冰淇淋、甜筒、冰棒、聖代等。

## 冰品種類
下面列舉幾種比較常見的冰品：

### 冰淇淋
冰淇淋是一種冷凍的甜品，通常以牛奶或奶油等乳製品為原料，並加入水果或其他成分和香料混合製成。

### 甜筒
甜筒是指一種麵製的圓錐形容器，裡面裝冰淇淋的冰品。

### 冰棒
冰棒是一種棒狀冰品，通常是糖水、果汁等冰凍而成。

### 刨冰
刨冰是一種冰品，將冰塊用特殊機器或手工用刨刀、鑿刀刨細，在上面添加不同配料，或是容器內先放好配料再切冰灑其上。

### 炒冰
炒冰是一種冰品，通常由水果打碎後加牛奶，也有用調製好的果汁放入專用的炒冰機中用木鏟不斷翻炒。

### 聖代
聖代是在冰淇淋上澆上水果醬或糖漿，有時也會放上一些碎堅果、巧克力末、奶油、馬拉斯奇諾櫻桃等。

## 各地冰品

### 台灣
台灣的芒果冰品受觀光客與國人喜愛，根據CNN和旅遊雜誌調查，台灣芒果冰獲選世界最好吃的甜點之一，「芒果」口味也是網路討論度最高的冰品口味。

### 土耳其
土耳其冰淇淋是當地名產，成分通常包括動物奶、糖、蘭莖粉和洋乳香，質感較其他冰淇淋黏稠、不易融化。